# プカ・プカラ

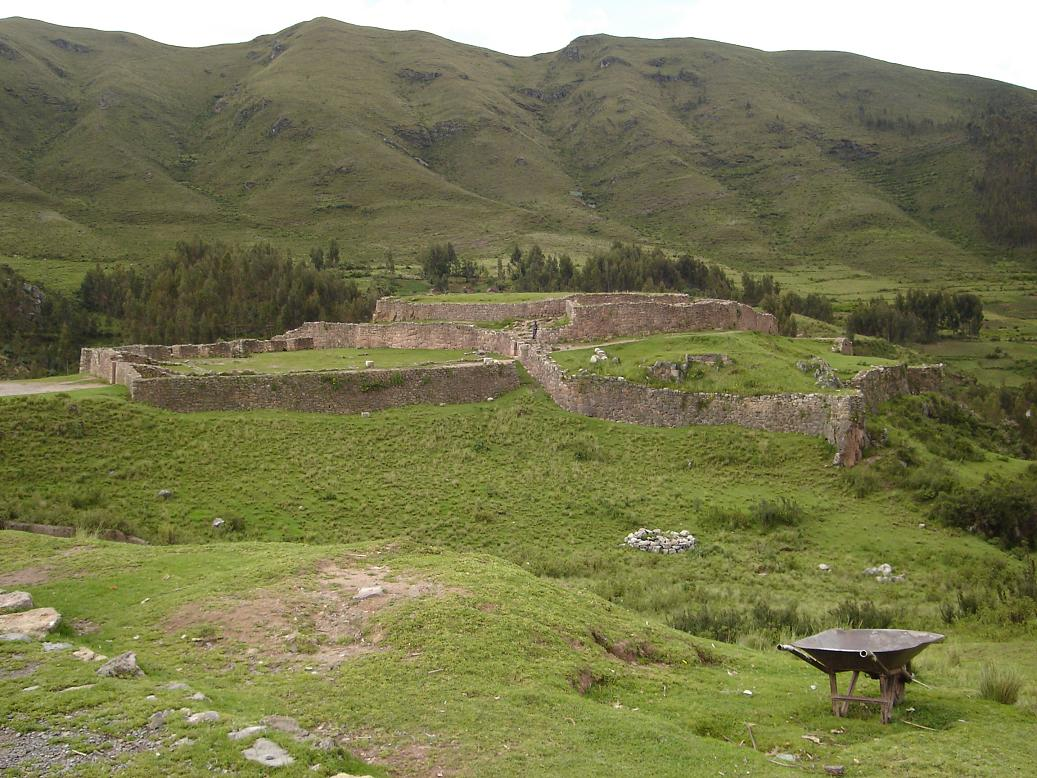
プカ・プカラ（2007年2月撮影）

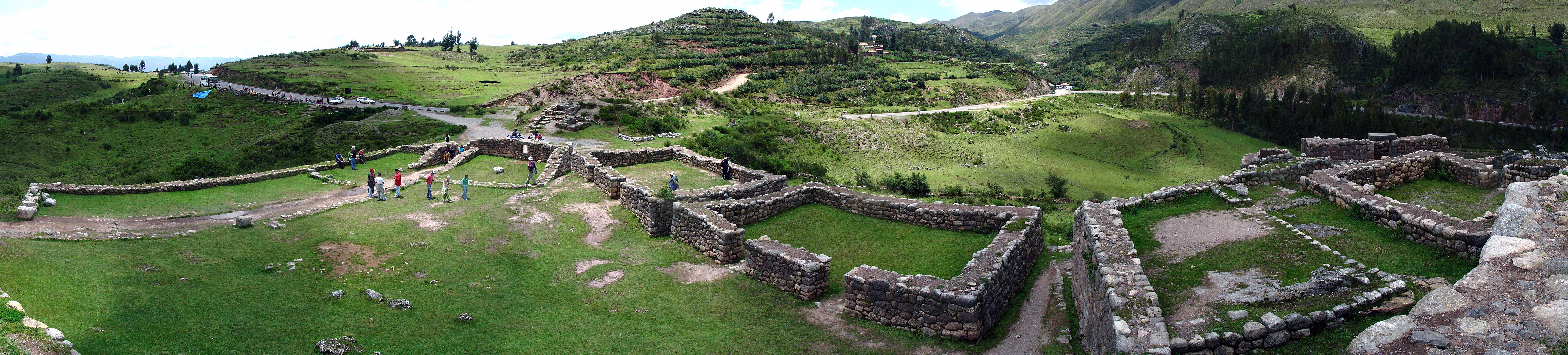
プカ・プカラ

プカ・プカラ（Puca Pucara, ケチュアPuka Pukara）は、ペルー共和国のクスコ市郊外にあるインカ時代の遺跡。

## 概要
ケチュア語の「西:Puka Pukara」は「赤い要塞」の意味。赤みを帯びた石灰岩を用いているためこの名前があるが、インカ時代オリジナルの呼称は伝わっていない。水道が整備され、インカ独特の石組みによって外壁と見張り台・中庭が築かれている。石組みは、他のインカ関係の遺跡に比べてやや粗い。
インカ帝国の幹線道路であったインカ道が首都クスコに入る際の関門の位置に立地し、関所および首都防衛のための軍事要塞の役割を果たしていた。約1キロメートル離れた谷の奥にタンボマチャイがあって互いに眺望が効くため、考古学者ロセル(García Rosell)ら専門家は両所の見張り要員が旗信号で連絡を取りあった可能性を指摘している。